# سوذق

السوذق يظهر في الصورة باسم Mesokarp

السوذق أو المِيزُوكَرْب أو الغلاف الثمري الوسطي هو الجزء المتوسط من غلاف الثمرة يعرف باللب في ثمار الفواكه. تلحفه الحثاة ويلحف الأندوكرب حيث العجمة أو البذور.